# Taouloukoult (kommun)
Taouloukoult (franska: Taouloukoult (CR), Taouloukoult (Commune Rurale), arabiska: سيدي عبد المومن) är en kommun i Marocko.   Den ligger i provinsen Chichaoua och regionen Marrakech-Safi, i den centrala delen av landet, 400 km sydväst om huvudstaden Rabat. Antalet invånare är 10 668.